# Putte-Kapellen
Pour les articles homonymes, voir Putte.
Putte-Kapellen (en abrégé : Putte) est la partie belge du village frontalier Putte situé en Campine. Le village est situé dans la commune anversoise de Kapellen.
Le côté belge du village frontalier, se situe dans deux communes : Kapellen et Stabroek. La partie qui se situe à l'est de la rue de Putte (Puttestraat) et la rue Ertbrand (Ertbrandstraat) appartient à Kapellen. La rue Frontalière est situé sur la frontière comme indique son nom ; les maisons du côté nord de cette rue appartiennent aux Pays-Bas et celles au côté sud a la Belgique.
Le 1er janvier 2007, le village comptait 3 464 habitants. 

## Lieux touristiques

### Églises
- L'église Saint-Denys, datant de 1948, elle est située sur la rue Ertbrand et la place Vincent-Mercier. Elle a été créée pour remplacer l'ancienne église détruite pendant la Seconde Guerre mondiale. Son architecte était Émile Verschueren.